# Puchar Polski w piłce nożnej mężczyzn
Puchar Polski w piłce nożnej mężczyzn (także Puchar kraju, oficjalny skrót PP) – cykliczne rozgrywki piłkarskie, organizowane co roku przez Polski Związek Piłki Nożnej (PZPN) pod patronatem Prezydenta Rzeczypospolitej Polskiej dla polskich drużyn klubowych (zarówno amatorskich, jak i profesjonalnych). Zdobywca tytułu otrzymuje prawo gry w kwalifikacjach do Ligi Europy oraz w Superpucharze Polski. Najbardziej prestiżowe i masowe ze wszystkich rozgrywek pucharowych prowadzonych kiedykolwiek w Polsce – z racji liczby uczestniczących w nim drużyn – potocznie nazywane pucharem tysiąca drużyn.
Od sezonu 2013/2014 każdy mecz finałowy PP rozgrywany jest na Stadionie Narodowym w Warszawie i ma on stałą datę jego rozgrywania – 2 maja.

## Historia
Pierwsza, wstępna koncepcja utworzenia „rozgrywek o Puhar Polski” (pisownia oryginalna zgodna z polską ortografią sprzed reformy w 1936) została zaproponowana w lipcu 1921 przez dziennikarzy redakcji Tygodnika Sportowego, jednak nie spotkała się z większym odzewem środowiska piłkarskiego. Pod koniec 1922 powrócono co prawda do debaty na temat tych rozgrywek, jednak podczas 4. Walnego Zgromadzenia PZPN, zorganizowanego w dniach 25–26 lutego 1923 w Krakowie, pomysł został przegłosowany negatywnie.
W grudniu 1923 Zarząd PZPN ogłosił, iż wiosną 1924 zamierza przeprowadzić „okręgowe rozgrywki puharowe” (pisownia oryginalna). Nie były one jednak równoznaczne z Pucharem Polski, bowiem rywalizacja w nich kończyła się na szczeblu regionalnym, a zmagań stopnia centralnego w ogóle nie planowano. Impreza ta miała związek ze zmianami w terminarzu ówcześnie obowiązującego systemu rozgrywek o mistrzostwo Polski, które spowodowane były planowanym udziałem reprezentacji narodowej w turnieju piłkarskim igrzysk olimpijskich w Paryżu w 1924.
Jednak prace nad właściwym Pucharem Polski (wówczas „Puharem Polski PZPN”) rozpoczęto wiosną 1925, a formalnie powołano go do życia 16 września 1925 w Krakowie. Tego dnia bowiem Zarząd PZPN – z prezesem Edwardem Cetnarowskim na czele – zatwierdził jego regulamin. Miał on być przeprowadzony w dwóch fazach. Jesienią 1925 planowano wyłonić zdobywców w poszczególnych okręgach, którzy wiosną 1926 mieli walczyć na szczeblu centralnym o główne trofeum. Na każdym etapie, rozlosowana para miała rozegrać tylko po jednym spotkaniu (bez rewanżu), a jego zwycięzca uzyskiwał awans do kolejnych rund.
Inauguracyjne mecze (I rundy stopnia regionalnego i tym samym Pucharu Polski w ogóle) odbyły się w październiku 1925. Triumfatorami okręgowymi zostały: Warszawianka Warszawa, ŁKS Łódź, Wisła Kraków, Warta Poznań, Ruch Chorzów, Sparta Lwów, TKS Toruń i Sokół Równe (w okręgu wileńskim zwycięzcy nie wyłoniono). 19 kwietnia 1926 Zarząd PZPN zatwierdził weryfikację rozgrywek eliminacyjnych, dzieląc dziewięciu uczestników zmagań centralnych na trzy grupy terytorialne i ogłaszając równocześnie terminarz zawodów centralnych, z wieńczącym je finałem planowanym na 25 lipca 1926. Podział na grupy był następujący: grupa I – Warszawa, Poznań, Toruń, grupa II – Lwów, Lublin, Wilno, grupa III – Kraków, Łódź, Górny Śląsk. Trzej zwycięzcy grup mieli utworzyć grupę finałową. Rozgrywki we wszystkich grupach odbywały się dość archaicznym systemem „przegrywający odpada”. O kolejności meczów w grupach decydowało losowanie.
Zwycięzcami poszczególnych grup zostały drużyny Warty Poznań, Sparty Lwów i Wisły Kraków. Z powodu protestu jaki wniosła Warta po pierwszym meczu z TKS Toruń powtórka tego spotkania odbyła się dopiero 25 lipca, dlatego rozgrywki grupy finałowej rozpoczęły się z opóźnieniem. W pierwszej rundzie grupy finałowej los skojarzył drużynę poznańską ze Spartą Lwów. Pojedynku finałowego nie udało przeprowadzić się we wcześniej ustalonym terminie. Ostatecznie doszedł on do skutku 5 września 1926. O godzinie 15.30 w obecności 1500 widzów arbiter główny krakowianin Andrzej Rutkowski wyprowadził na murawę stadionu Wisły w Krakowie jedenastki miejscowej Wisły i Sparty Lwów. Wielką sensacją był awans do finału tej drugiej, wówczas już B-klasowej, która w pierwszej rundzie rozgrywek grupy finałowej ograła 1:0 poznańską Wartę. Różnicy nie było jednak widać na boisku. W 10. minucie – po celnym strzale z rzutu karnego – Władysław Kowalski uzyskał premierowego gola. Już 20 minut później goście wyrównali (Dmytrów II). Remis utrzymywał się do 89. minuty. Na 23 sekundy przed końcowym gwizdkiem, bramkę na wagę końcowego sukcesu Białej Gwiazdy zdobył Henryk Reyman.
Była to pierwsza i – jak się później okazało – ostatnia edycja krajowego Pucharu w międzywojennej Polsce. Rodzime kluby nie były zbytnio zainteresowane rywalizacją w dodatkowych rozgrywkach, a sprawą priorytetową i tak pozostawały dla nich zmagania o mistrzostwo kraju (dodatkowo w owym czasie zaczęła powstawać liga). Najdobitniej podejście czołowych drużyn do PP obrazowała sytuacja w okręgu lwowskim. Zdecydowanie najsilniejsze: Pogoń, Czarni, Lechia i Hasmonea odpadły już na szczeblu regionalnym, a do fazy centralnej zakwalifikowała się drugorzędna Sparta. Toteż władze PZPN, po konsultacjach z przedstawicielami klubów, postanowiły na czas nieokreślony zaprzestać organizowania PP. Mimo wszystko, w sierpniu 1930 Stanisław Mielech opublikował autorski projekt „prawdziwego” Pucharu Polski – wzorowanego na Pucharze Anglii – który jednak również przeszedł bez większego echa.
Kolejną edycję Pucharu kraju zorganizowano dopiero w czasach „epoki ludowej”. 4 grudnia 1949, podczas 34. Nadzwyczajnego Walnego Zgromadzenia PZPN w Warszawie, postanowiono na wzór sowiecki przeprowadzić rozgrywki o Puchar Polski w cyklu dwuletnim. 21 lutego 1950 Zarząd PZPN zatwierdził ich regulamin, a 29 kwietnia 1950 odbyły się inauguracyjne spotkania. 4 lutego 1951 – podczas 35. Walnego Zgromadzenia PZPN w Warszawie – podjęto uchwałę, by wyniki trwającego PP (ale jeszcze przed fazą centralną, od której rywalizację rozpoczynali najlepsi) uznać za mistrzostwa Polski, zaś zdobywcy pucharu przyznać jednocześnie tytuł mistrza kraju. Stało się to po raz pierwszy i jedyny w historii rodzimej piłki. Nieświadomi niczego inicjatorzy pomysłu, wzorów dla swego postępowania szukali oczywiście w ZSRR, jednak w rzeczywistości identyczna koncepcja narodziła się w XIX-wiecznej Anglii. Tam bowiem znacznie bardziej prestiżowe od najwyższego szczebla ligowego były rozgrywki Pucharu Federacji, czyli krajowego pucharu. Faktem jest, iż ówczesna edycja PP (1950/1951) była wyjątkowa. Według oficjalnych danych związku (tak naprawdę nie do końca wiarygodnych) wzięło w niej udział 106 704 zawodników, grających w 7716 drużynach, co bezspornie należy uznać za wielki sukces propagandowy. Dzięki PP „wielka piłka” mogła dotrzeć do najmniejszych miejscowości, a mecze posiadały możliwie najlepszą oprawę, stając się przy okazji „małymi lokalnymi świętami sportu”. Główne trofeum ufundował ówczesny prezydent RP Bolesław Bierut (walczono o nie później aż do edycji 1988/1989 włącznie), a w rozegranym 16 września 1951 na warszawskim Stadionie Wojska Polskiego finałowym meczu Ruch Chorzów (pod nazwą Unia Chorzów) ograł krakowską Wisłę (pod nazwą Gwardia Kraków) 2:0 (1:0).

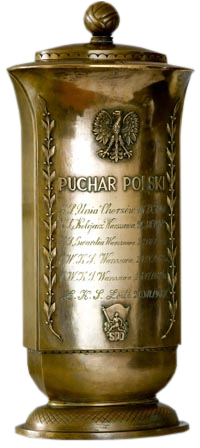
Trofeum Pucharu Polski przyznawane w latach 1952–1971

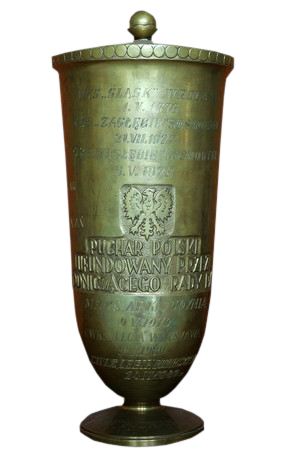
Trofeum Pucharu Polski przyznawane w latach 1972–1989

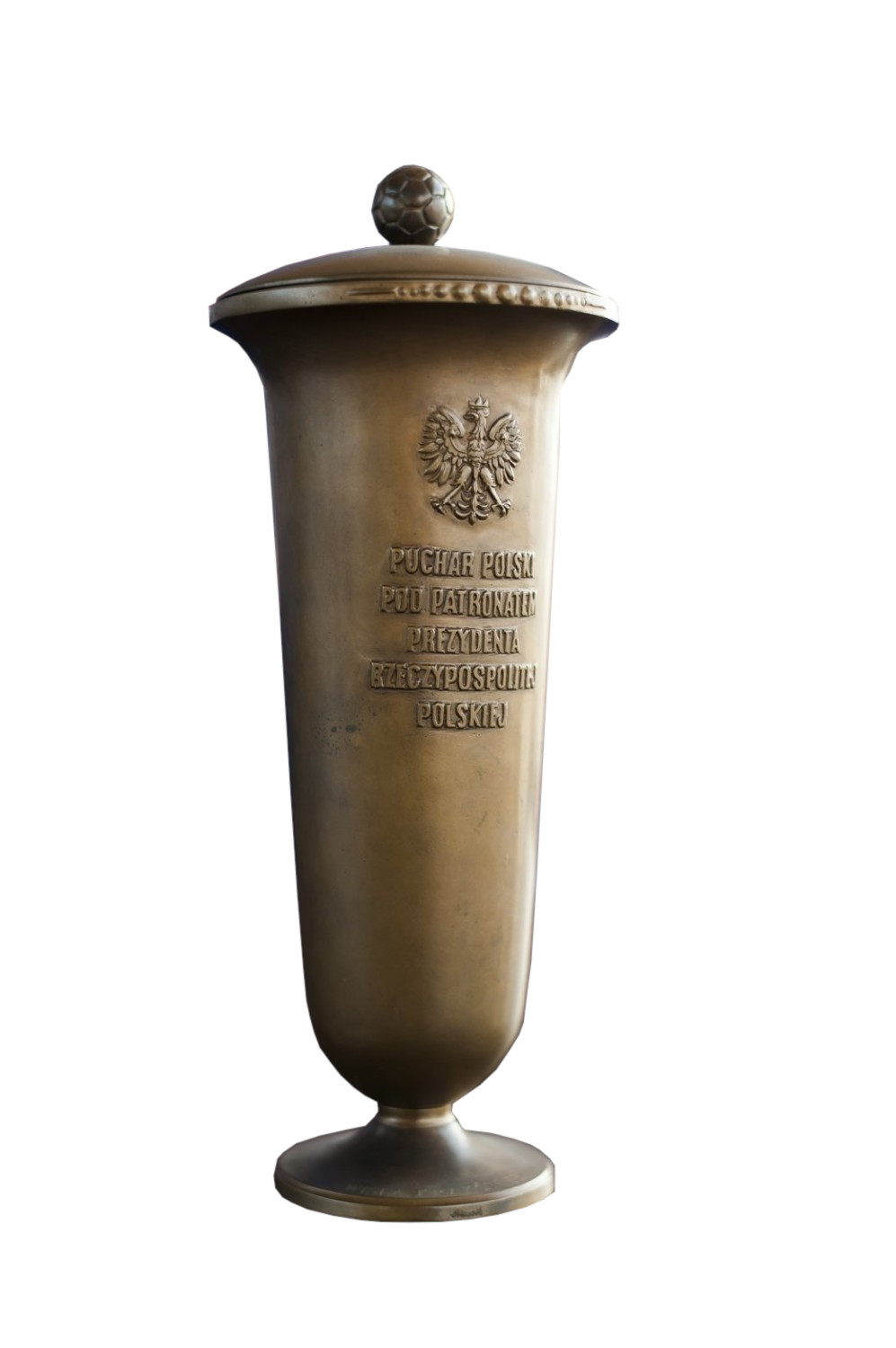
Trofeum Pucharu Polski przyznawane w latach 2002–2013

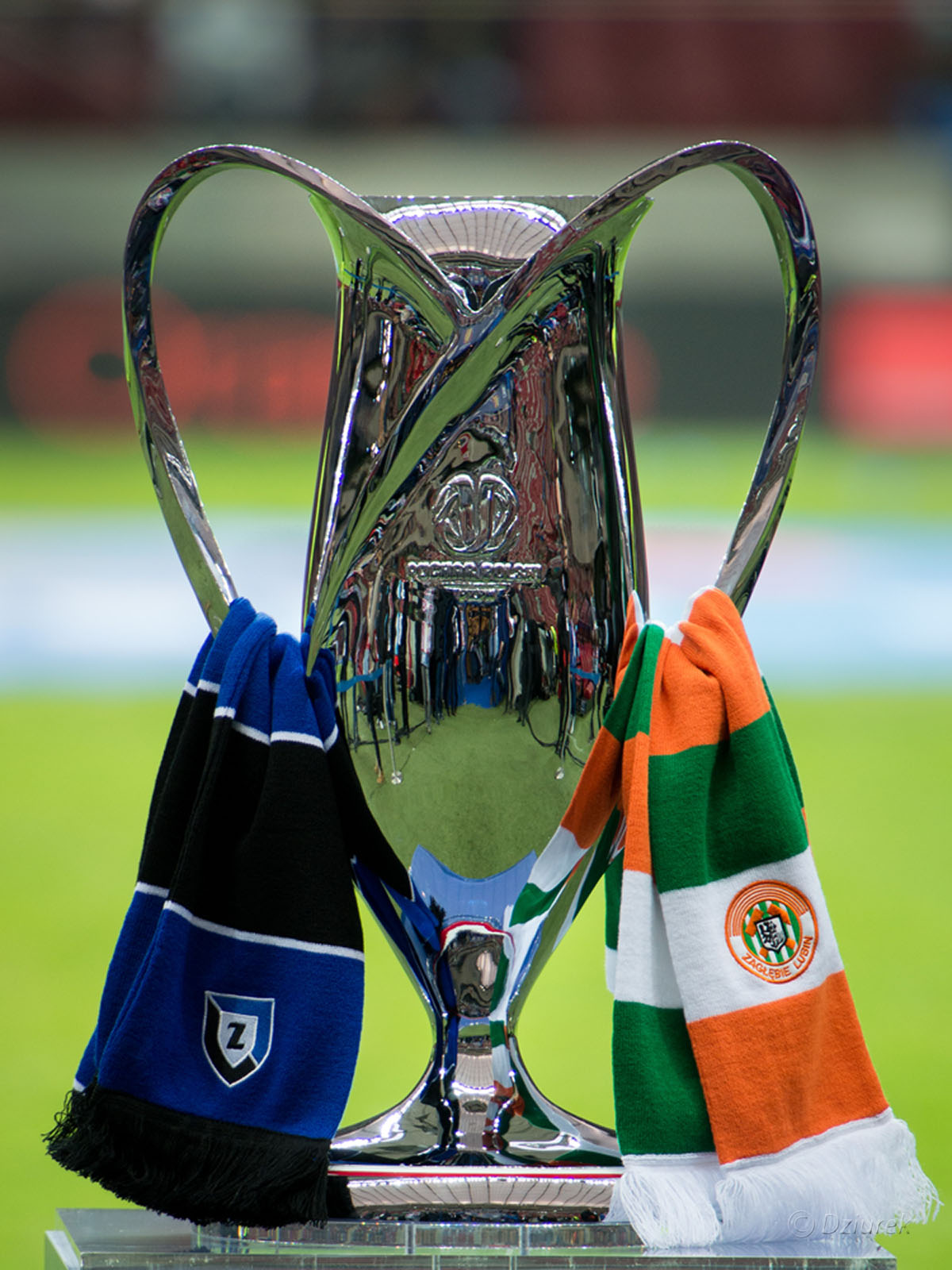
Trofeum Pucharu Polski przyznawane od 2014 r.

Swój epilog owa edycja miała cztery dekady później. 11 czerwca 1989 – podczas warszawskiego 62. Walnego Zgromadzenia PZPN – działacze Białej Gwiazdy wnioskowali bowiem o unieważnienie związkowych postanowień z lutego 1951 i przyznanie ich klubowi (jako ówczesnemu zwycięzcy ligi) tytułu mistrza Polski (kosztem chorzowian). Uznając, iż nie mają żadnych szans powodzenia w czasach PRL, zdecydowali się na to dopiero w „nowej Polsce”. Ich petycja została jednak rozpatrzona negatywnie, bowiem zasady walki o krajowy czempionat znane były jeszcze przed rozpoczęciem decydujących gier.
Następna edycja Pucharu nie posiadała już ani oprawy, ani rangi, jak sezon wcześniej. O mistrzowską paterę ponownie walczono w lidze, więc prestiż PP automatycznie spadł. Najdobitniej niech świadczy o tym fakt, iż decydującą fazę przeprowadzono dopiero po zakończeniu zmagań ligowych (jesienią i zimą, zamiast wiosną i latem). Rozgrywki były jednak niezwykle emocjonujące. Warto wspomnieć, iż 30 listopada 1952 ćwierćfinałowy bój pomiędzy Lechią Gdańsk a Szombierkami Bytom trwał aż 148 minut. W normalnym czasie zanotowano remis 1:1. Regulamin przewidywał dogrywkę, która musiała przynieść rozstrzygnięcie (nie planowano bowiem serii rzutów karnych). Wobec indolencji strzeleckiej trwała ona niemal godzinę ciągłej gry. Dopiero w 148. minucie spotkania gola na 1:2 zdobył dla gości ze Śląska Sobek. Mecz finałowy odbył się dopiero 21 grudnia 1952 – najpóźniej w całej historii. Niecodziennym był awans do niego rezerw Legii Warszawa. Stało się tak po raz pierwszy, ale nie ostatni w dziejach PP (w 1975 do finału awansował ROW II Rybnik, a w 1993 – Ruch II Chorzów). Główny zespół Legii odpadł już w 1/8 finału, natomiast jej rezerwy (wzmocnione jednak od ćwierćfinału zawodnikami I składu) radziły sobie dużo lepiej, eliminując dużo bardziej utytułowanych rywali – m.in. Górnika Zabrze, chorzowski Ruch i Wisłę Kraków. W decydującym pojedynku – na Stadionie Wojska Polskiego – nie sprostały one jednak lokalnej Polonii, ulegając jej 0:1 (0:0).
Obradujące w stolicy 36. Plenum Sekcji Piłki Nożnej GKKF (organ zastępujący wówczas PZPN), postanowiło 8 lutego 1953 zawiesić na jeden sezon rozgrywki pucharowe, by kadra narodowa mogła lepiej przygotować się do eliminacji Mistrzostw Świata 1954 (z których notabene – w obawie przed kompromitacją, po wylosowaniu o wiele mocniejszych Węgrów – została wycofana). Rozgrywki o PP przywrócono do terminarza 20 lutego 1954, podczas warszawskiego 37. Plenum Sekcji Piłki Nożnej GKKF.
Edycja 1954 zapadła w pamięć przede wszystkim finałem. Po raz pierwszy i jedyny w historii, by wyłonić zdobywcę trofeum potrzebowano dwóch spotkań (mowa naturalnie o czasach, gdy końcowe rozstrzygnięcie zapadało regulaminowo po jednym meczu – tj. do sezonu 1998/1999). 25 lipca 1954 na Stadionie Wojska Polskiego po 90 minutach pojedynku Gwardii Warszawa z Wisłą Kraków zanotowano bezbramkowy remis. Trwająca zaledwie kwadrans dogrywka również nie przyniosła gola, więc trzeba było zorganizować dodatkowy bój finałowy. Doszło do niego 9 września 1954 na wrocławskim Stadionie Olimpijskim, a zdecydowanie lepsze okazały się Harpagony, zwyciężając 3:1 (2:0).
Finał V edycji – rozegrany 29 września 1955, ponownie na Stadionie Wojska Polskiego – przyniósł premierowy triumf stołecznej Legii, która później zdobędzie główne trofeum jeszcze 20 razy (co do dziś jest rekordowym osiągnięciem w PP). Gospodarze obiektu rozgromili gdańską Lechię 5:0 (3:0) i była to najwyższa wygrana w meczu finałowym krajowego Pucharu w jego dotychczasowej historii (identyczny rezultat powtórzyła – również Legia – ćwierć wieku później deklasując Lecha Poznań).
Gospodarzem finału VI edycji był – po raz pierwszy – nowo otwarty Stadion Dziesięciolecia. 24 czerwca 1956 Legia Warszawa ograła na nim zabrzańskiego Górnika 3:0 (0:0), co było jej drugim triumfem z rzędu.
20 lipca 1957 odbył się ostatni przed kolejną dłuższą przerwą mecz PP (finał ŁKS – Górnik Zabrze 2:1). Wcześniej bowiem (17 lutego 1957) – podczas 41. Walnego Zgromadzenia PZPN – rozgrywki o to trofeum postanowiono po raz wtóry zlikwidować. Dopiero 14 lutego 1959, w trakcie warszawskiego 44. Walnego Zgromadzenia PZPN – na wniosek redakcji Przeglądu Sportowego i „Sportu”, które wówczas wspólnie organizowały zimowy puchar klubowy – postanowiono wznowić batalię o PP. Faktycznie stało się to jednak faktem dopiero latem 1961, gdy rozpoczęto VIII edycję (1961/1962). Kwestie wstępne omówiono 18 i 19 lutego 1961 w czasie 46. Walnego Zgromadzenia PZPN, ale jeszcze w kwietniu 1961 Zarząd PZPN przeforsował projekt wprowadzenia do regulaminu meczu o trzecie miejsce. To bezprecedensowe wydarzenie zostało przeprowadzone tylko jeden raz (Odra Opole pokonała w nim Cracovię 3:1). W finale – zorganizowanym 22 lipca 1962 na chorzowskim Stadionie Śląskim – Zagłębie Sosnowiec zwyciężyło Górnika Zabrze 2:1 (1:0). Od tamtej pory rozgrywki Pucharu Polski toczą się nieprzerwanie po dziś dzień.
W latach 60. i 70. bezsprzecznie zdominowały go kluby górnośląskie. Od edycji 1962 do edycji 1978 tylko dwukrotnie (1967 i 1976) zdarzyło się, by do finału nie zakwalifikował się zespół z tego regionu.
W sezonie 1964/1965 miała miejsce największa niespodzianka w dotychczasowej historii zmagań o PP. Po wyeliminowaniu kolejno m.in.: Startu Łódź, Polonii Bytom, Pogoni Szczecin, Wisły Kraków i ŁKS Łódź do ostatecznej potyczki awansowali Czarni Żagań. W finale – rozegranym 2 czerwca 1965 na Stadionie Miejskim w Zielonej Górze – ambitni trzecioligowcy nie dali już rady Górnikowi Zabrze, ulegając mu 0:4 (0:3). Później zabrzanie zdominowali rozgrywki pucharowe, triumfując w nich pięć kolejnych razy (1968 – 1972), co jest wydarzeniem bez precedensu w całej dotychczasowej historii PP. Dlatego po zwycięstwie nad Legią w 1972 zdobyli główne trofeum (do tej pory przechodnie) na własność. W związku z tym od 1973 walka toczy się o nowy puchar.
Finał PP w 1972 pomiędzy Górnikiem Zabrze a Legią Warszawa był wspaniałym, stojącym na wyjątkowym poziomie widowiskiem. Grały ze sobą nasze „eksportowe” wówczas drużyny, z wieloma reprezentantami Polski w składach. I tak, Lubański, Szołtysik, Anczok, Gorgoń i Oślizło w „Górniku”, naprzeciwko Deyny, Gadochy, Ćmikiewicza i Blauta w „Legii”. W pierwszej połowie prowadziła „Legia” 2:1, po dynamicznych akcjach Roberta Gadochy. W drugiej połowie panował już tylko „Górnik”, w którym popis gry dał Włodzimierz Lubański, strzelając sam 4 gole (w tym jednego, rzadkiej piękności z rzutu wolnego). Mecz zakończył się wynikiem 5:2 dla „Górnika”, pozostając na długo w pamięci kibiców.
Sytuacja z „kopciuszkiem” w finale powtórzyła się w XIII edycji. 9 lipca 1967 do decydującej potyczki przeciw Wiśle Kraków stanął trzecioligowy Raków Częstochowa. W przeciwieństwie do Czarnych Żagań był on jednak świeżym spadkowiczem z II ligi. Mimo tego uległ faworytowi po dogrywce 0:2.
W 1983 r. w finale ponownie znalazł się trzecioligowiec, była to Lechia Gdańsk, która dotarła tam po wyeliminowaniu m.in. Widzewa Łódź i Śląska Wrocław. Jej rywalem w ostatecznej potyczce był Piast Gliwice, pokonany przez klub z Gdańska 2:1 (2:1) na stadionie w Piotrkowie Trybunalskim. Był to, jak na razie, jedyny przypadek, kiedy puchar został zdobyty przez klub z trzeciego poziomu rozgrywkowego.
Dramatyczny przebieg miał – rozegrany 9 maja 1980 w Częstochowie – finał edycji 1979/1980. Zarówno przed, w trakcie, jak i po meczu Legii Warszawa z poznańskim Lechem doszło do zamieszek, między kibicami obydwu drużyn. To właśnie wówczas po raz pierwszy na wielką skalę pojawił się w Polsce problem chuligaństwa przy okazji imprezy sportowej, więc organizatorzy imprezy oraz milicja nie byli zupełnie przygotowani na taki obrót wydarzeń. Ze względów propagandowych prawdziwy bilans starć został przez władze utajniony, choć wiadomo, że oprócz setek rannych (w tym kobiet i dzieci) były ofiary śmiertelne. Na boisku zdecydowanie lepsi okazali się Wojskowi, pewnie zwyciężając 5:0 (3:0). Od tego czasu wszystkie potyczki (również finałowe) tych dwóch klubów należą już do klasyki PP (podobnie jest zresztą w lidze). W decydującym boju krajowego pucharu warszawianie wystąpili przeciw Kolejorzowi jeszcze pięciokrotnie (w 1988, 2004, 2011, 2015 i 2016) minimalnie mu ulegając w pierwszych dwóch finałach i trzykrotnie pokonując Lecha w finałach 3 maja 2011 roku w Bydgoszczy, 2 maja 2015 roku na Stadionie Narodowym w Warszawie i również na tym samym obiekcie rok później. 23 czerwca 1988 na stadionie Widzewa w Łodzi – po remisie 1:1 – potrzebne były rzuty karne (3:2), zaś obydwa finałowe mecze edycji 2004 na długo wpisały się w świadomość kibiców. Dramatyczny był zwłaszcza rewanż, po którym poznaniacy odbierali trofeum na stadionie odwiecznego rywala, po czym zostali sponiewierani przez miejscowych kibiców. Po meczu finałowym PP sezonu 2010/2011 doszło do zamieszek na stadionie w Bydgoszczy, gdy cieszący się ze zwycięstwa kibice Legii wbiegli na boisko, a chwilę potem zrobili to Lechici.
24 czerwca 1989 rozegrano – zdaniem wielu ekspertów i zwykłych kibiców – jeden z najlepszych piłkarsko finałów krajowego Pucharu w jego historii. Na Stadionie Miejskim w Olsztynie Legia Warszawa pokonała 5:2 (3:1) Jagiellonię Białystok, dla której był to jeden z największych sukcesów. Sam wynik – również niezwykły. Siedem goli w meczu finałowym uzyskano jeszcze tylko raz (4 czerwca 1972 w pojedynku Górnika Zabrze z Legią – również 5:2 – na Stadionie Miejskim w Łodzi). Wówczas to po raz ostatni przyznano puchar ufundowany w 1951 przez Bolesława Bieruta. Fundatorem głównego trofeum od następnej edycji był pierwszy prezydent III RP Wojciech Jaruzelski.
Kilkakrotnie w dziejach do finału PP udało się dotrzeć drugoligowcom. Największe sukcesy odnieśli z nich Ruch Chorzów w sezonie 1995/1996, Miedź Legnica w sezonie 1991/1992, Stal Rzeszów w sezonie 1974/1975 oraz Wisła Kraków w sezonie 1925/1926. Miedź Legnica 24 czerwca 1992 ograła zabrskiego Górnika w rzutach karnych 4:3 (w regulaminowym czasie było 1:1, a dogrywka nie przyniosła rozstrzygnięcia). Ciekawostkę stanowi fakt, że Miedź Legnica była pierwszym i jednocześnie jedynym zdobywcą Pucharu Polski, który w momencie zdobycia tego trofeum nigdy nie grał w swej historii w najwyższej klasie rozgrywkowej (Miedź Legnica awans do pierwszego poziomu ligowego w Polsce po raz pierwszy uzyskała w 2018 – 26 lat po zdobyciu Pucharu Polski).
Dramatycznie zakończył się finał rozgrywek w 1995 roku, po zwycięstwie Legii Warszawa nad GKS Katowice 2:0 chuligani starli się z policją, demolując przy tym część trybun Stadionu Wojska Polskiego w Warszawie.
Wyjątkowym finałem okazał się finał rozegrany 16 czerwca 1996 roku na Stadionie Polonii Warszawa w Warszawie, w którym Ruch Chorzów pokonał 1:0 GKS Bełchatów. Po raz pierwszy bowiem w historii rozgrywek główne trofeum wręczył triumfatorom Prezydent Rzeczypospolitej Polskiej (ówcześnie funkcję tę piastował Aleksander Kwaśniewski). Identycznie było rok później – 29 czerwca 1997 na Stadionie ŁKS w Łodzi, po meczu stołecznej Legii z GKS-em Katowice (2:0). W kolejnych latach tej tradycji (wzorowanej na Pucharze Francji) – z nieznanych przyczyn – jednak nie kontynuowano.
Wielkim skandalem zakończył się finał XLIV edycji – rozegrany 13 czerwca 1998 na Stadionie Miejskim w Poznaniu – pomiędzy Amicą Wronki i drugoligowym Aluminium Konin. Najwyższy wynik w historii krajowego Pucharu (5:3, po dogrywce) był – jak się później okazało – tylko po części zasługą piłkarzy (uczciwie strzelali przede wszystkim ci z Konina). Owo spotkanie znalazło się na liście podejrzanych w aferze korupcyjnej – tzw. „aferze Fryzjera”, a premierowy triumf Amice – i tym samym serię trzech zwycięstw w PP z rzędu – zapewnił głównie jej ówczesny menadżer Ryszard Forbrich.
W 1999 znaczącej zmianie uległ system rozgrywek PP. Dotyczyło to zwłaszcza finału, który od sezonu 1999/2000 do sezonu 2005/2006 przeprowadzany był w formie dwumeczu, na stadionach obydwu finalistów (model zaczerpnięty z Pucharu Włoch). Ostatni finał jednomeczowy na neutralnym terenie odbył się 13 czerwca 1999 na Stadionie Miejskim w Poznaniu, a wronecka Amica tym razem 1:0 (0:0) pokonała GKS Bełchatów. Pierwszy finał według nowych zasad zorganizowano w edycji 1999/2000. Najpierw – 6 czerwca 2000 – Amica zremisowała w Krakowie z tamtejszą Wisłą 2:2 (1:1), a trzy dni później zwyciężyła ją u siebie 3:0 (2:0), wywalczając swój ostatni jak dotąd Puchar.
Do niecodziennego wydarzenia doszło w sezonie 2001/2002. 10 października 2001 na Stadionie Miejskim w Poznaniu, gdy miejscowy Lech podejmował swego „odwiecznego” rywala – Pogoń Szczecin w meczu II rundy. Przez 120 minut piłkarze nie potrafili zdobyć choćby jednej bramki, za to w serii rzutów karnych strzelali bez pudła. Wynik 12:11 dla gospodarzy do dzisiaj jest niepobitym jeśli chodzi o jakiekolwiek oficjalne rozgrywki piłkarskie w kraju. (W edycji 2022/2023 identyczny wynik po rzutach karnych padł w spotkaniu Rekordu Bielsko-Biała z Pogonią Szczecin).
W edycji 2004/2005 II rundę Pucharu Polski eksperymentalnie przeprowadzono w formie rozgrywek grupowych (osiem 4-zespołowych grup – mecz i rewanż, każdy z każdym), a po dwie najlepsze każdej z nich awansowały do 1/8 finału. Forma ta według PZPN sprawdziła się, jednak od kolejnej edycji została zaniechana. Wrócono do klasycznego systemu pucharowego, motywując ów fakt powiększeniem Ekstraklasy z 14 do 16 drużyn od sezonu 2005/2006, a także zbyt małą liczbą wolnych terminów przed Mistrzostwami Świata 2006.
Następne poważniejsze zmiany wynikły w trakcie 53. edycji. Zrezygnowano bowiem z przeprowadzania finału w formie dwumeczu, wracając tym samym do pierwotnej (obowiązującej w latach 1926–1999) koncepcji jednego spotkania na neutralnym terenie. Na miejsce decydującego pojedynku wybrano stadion ówczesnego lidera rodzimej ekstraklasy w Bełchatowie. Podczas trwania rozgrywek w owym sezonie doszło do niecodziennej sytuacji. Decyzją Wydziału Gier PZPN wskutek toczącego się postępowania dyscyplinarnego za udział w aferze korupcyjnej zawieszono w rozgrywkach Arkę Gdynia, która dotarła do ćwierćfinału i miała już za sobą pierwszy bój dwumeczu z Wisłą Płock (zremisowany 1:1). Do rewanżu w Gdyni nie doszło, a płocczanie otrzymali walkower 0:3. Na tydzień przed finałem Arkę odwieszono, jednak przywrócenie jej do gry w rozgrywkach PP było już niemożliwe.
Do finału PP 2007/2008 po raz drugi w historii zakwalifikowały się drużyny, które wywalczyły dwa czołowe miejsca w końcowej tabeli ekstraklasy: Wisła Kraków i Legia Warszawa. Wcześniej identyczna sytuacja miała miejsce w 1969, kiedy ówczesny wicemistrz Polski Górnik Zabrze pokonał w finale mistrza kraju stołeczną Legię 2:0.
29 czerwca 2010 w Warszawie podpisano umowę pomiędzy Jerónimo Martins i PZPN, na mocy której do 31 lipca 2014 miano oficjalnego sponsora Pucharu Polski nosiła sieć handlowa Biedronka.
W latach 2011–2013 trzy razy z rzędu Puchar zdobyła Legia Warszawa. W sezonie 2012/2013 od ćwierćfinałów drużyny rozgrywały pomiędzy sobą dwumecze.
Od 2014 r. finał rozgrywek zaczęto organizować na Stadionie Narodowym w Warszawie. W 2014 r. po raz pierwszy w historii Puchar zdobyła drużyna Zawiszy Bydgoszcz. W 2015 r. po raz trzeci w historii w finale grał późniejszy mistrz z wicemistrzem Polskiː Lech Poznań z Legią Warszawa. Puchar wygrała Legia.
Od sezonu 2018/2019 ćwierćfinały i półfinały Pucharu Polski PZPN rozgrywane są systemem tylko jednego spotkania.
W latach 2020 i 2021 w części biurowo-konferencyjnej Stadionu Narodowego zorganizowano szpital dla chorych na COVID-19. Z tego powodu finały Pucharu Polski odbyły się na Arenie Lublin.
W 2020 r. pierwszy raz w historii Puchar zdobyła Cracovia. W 2021 r. do finału awansowali: po raz drugi w historii, późniejszy wicemistrz Polski Raków Częstochowa, oraz pierwszoligowa Arka Gdynia. Pierwszy raz w historii Puchar zdobył Raków, wygrywając z Arką 2ː1.
W 2022 r. po raz czwarty w historii w finale grały zespoły, które zajęły dwa pierwsze miejsca na podium ekstraklasyː Lech Poznań i Raków Częstochowa. Tytuł zdobywcy Pucharu obronił Raków, wygrywając z Lechem 3ː1.
W 2023 r. po raz piąty w historii w finale grały zespoły, które zajęły dwa pierwsze miejsca na podium ekstraklasyː Legia Warszawa i Raków Częstochowa. Tytuł zdobywcy Pucharu po raz dwudziesty odniosła Legia, która pokonała obrońcę tytułu Raków po rzutach karnych 6:5 (po 90 i 120 min. było 0:0).
W 2024 r. w finale Pucharu Polski zmierzyły się Pogoń Szczecin z Ekstraklasy i Wisła Kraków z I ligi. Pucharu po raz piąty zdobyła Wisła, która pokonała Pogoń po dogrywce 2:1 (po 90 minutach było 1:1). Był to pierwszy przypadek od 1996 roku, gdy Puchar Polski zdobyła drużyna spoza najwyższego szczebla rozgrywkowego.

## Format
Format rozgrywek był wiele razy zmieniany. W rozgrywkach na szczeblu centralnym uczestniczy 70 klubów występujących w Mistrzostwach Polski. Puchar Polski toczy się niezależnie od jakichkolwiek rozgrywek ligowych, według odrębnego regulaminu, systemem pucharowym, tj. „przegrywający odpada” (mecz, w przeszłości również mecz i rewanż). Prawo startu w nim posiada każda polska klubowa drużyna piłkarska (występująca na co dzień w rozgrywkach ligowych dowolnego szczebla, bądź w nich w ogóle nieuczestnicząca), która opłaciła wpisowe – z wyjątkiem zespołów juniorskich i młodzieżowych (lecz nie oldbojów). W rozgrywkach o Puchar Polski obowiązkowo biorą udział drużyny Ekstraklasy, I, II, III i IV, V ligi oraz klasy okręgowej włącznie. Klub klasy A może wystąpić do właściwego miejscowo ZPN o zwolnienie z udziału w rozgrywkach. Pozostałe drużyny biorą udział na zasadzie dobrowolności.
Kluby z niższych lig (od Klasy C do III ligi) najpierw uczestniczą w rozgrywkach Pucharu Polski szczebla okręgowego, a później wojewódzkiego (organizowanych przez Wojewódzkie Związki Piłki Nożnej). 16 zwycięzców stopnia wojewódzkiego zaczyna od I rundy szczebla centralnego (1/32 finału). Na tym szczeblu zaczynają grę również 16 najlepszych zespołów I ligi oraz zespoły z Ekstraklasy z miejsc 4-18. Do I rundy awansuje również 10 zwycięzców rundy wstępnej (1/64 finału), od której zaczynają 2 najsłabsze zespoły I ligi oraz wszyscy drugoligowcy. Wygrani uzyskują promocję do 1/16 finału, do których dołączają 3 najlepsze zespoły Ekstraklasy poprzedniego sezonu oraz obrońca tytułu. Zwycięskie drużyny z każdego meczu awansują do 1/8 finału, a następnie lepsi kolejno do ćwierćfinału, półfinału i finału. Obecnie w każdej rundzie o awansie decyduje pojedynczy mecz, a w razie braku rozstrzygnięcia zarządzana jest dogrywka oraz w dalszej kolejności rzuty karne. Począwszy od I rundy gospodarzami meczów są drużyny występujące w niższej klasie rozgrywkowej, a w przypadku uczestnictwa na tym samym szczeblu rozgrywkowym, gospodarzami są drużyny, które podczas losowania danej pary zostały wylosowane jako pierwsze. Triumfator turnieju (zwycięzca finału PP) bierze udział w meczu o Superpuchar Polski (jeżeli zdobywca PP wywalczył również mistrzostwo Polski, wówczas drugim finalistą jest zespół z finału PP) oraz eliminacjach do Ligi Europy.

## Zwycięzcy i finaliści
| Sezon                        | K           | K                                                          | T  | Zwycięzca                                                      | Wynik            | Finalista             | Data, miejsce                                                                      | Br. | Król strzelców                                               | Uwagi          |
| Puchar PZPN w piłce nożnej   |             |                                                            |    |                                                                |                  |                       |                                                                                    |     |                                                              |                |
| 1925/1926                    |             |                                                            | 1  | Wisła Kraków                                                   | 2:1              | Sparta Lwów           | 05.09.1926, Stadion Wisły Kraków, Kraków, 1.500                                    | 4   | Wawrzyniec Staliński                                         | 8 klubów       |
| 1927–1950                    |             |                                                            |    |                                                                |                  |                       |                                                                                    |     |                                                              | nie rozgrywano |
| Puchar Polski w piłce nożnej |             |                                                            |    |                                                                |                  |                       |                                                                                    |     |                                                              |                |
| 1950/1951                    |             |                                                            | 1  | Unia Chorzów                                                   | 2:0              | Gwardia Kraków        | 16.09.1951, Stadion Wojska Polskiego, Warszawa, 35.000                             | 7   | Henryk Spodzieja                                             | 55 klubów      |
| 1952                         |             |                                                            | 1  | Kolejarz Warszawa                                              | 1:0              | CWKS Ib Warszawa      | 21.12.1952, Stadion Wojska Polskiego, Warszawa, 16.500                             |     |                                                              | 71 klubów      |
| 1952/1953                    |             |                                                            |    |                                                                |                  |                       |                                                                                    |     |                                                              | nie rozgrywano |
| 1953/1954                    |             |                                                            | 1  | Gwardia Warszawa                                               | 0:0 pd.          | Gwardia Kraków        | 25.07.1954, Stadion Wojska Polskiego, Warszawa, 30.000                             |     |                                                              | 56 klubów      |
| 1953/1954                    | 3:1 (powt.) | 09.09.1954, Stadion Olimpijski, Wrocław, 30.000            | 1  | Gwardia Warszawa                                               |                  | Gwardia Kraków        |                                                                                    |     |                                                              | 56 klubów      |
| 1954/1955                    |             |                                                            | 1  | CWKS Warszawa                                                  | 5:0              | Budowlani Gdańsk      | 29.09.1955, Stadion Wojska Polskiego, Warszawa, 12.000                             |     |                                                              | 58 klubów      |
| 1955/1956                    |             |                                                            | 2  | CWKS Warszawa                                                  | 3:0              | Górnik Zabrze         | 24.06.1956, Stadion Dziesięciolecia, Warszawa, 15.000                              |     |                                                              | 45 klubów      |
| 1956/1957                    |             |                                                            | 1  | ŁKS Łódź                                                       | 2:1              | Górnik Zabrze         | 20.07.1957, Stadion ŁKS-u Łódź, Łódź, 20.000                                       |     |                                                              | 45 klubów      |
| 1957/1958                    |             |                                                            |    |                                                                |                  |                       |                                                                                    |     |                                                              | nie rozgrywano |
| 1958/1959                    |             |                                                            |    |                                                                |                  |                       |                                                                                    |     |                                                              | nie rozgrywano |
| 1959/1960                    |             |                                                            |    |                                                                |                  |                       |                                                                                    |     |                                                              | nie rozgrywano |
| 1960/1961                    |             |                                                            |    |                                                                |                  |                       |                                                                                    |     |                                                              | nie rozgrywano |
| 1961/1962                    |             |                                                            | 1  | Zagłębie Sosnowiec                                             | 2:1              | Górnik Zabrze         | 22.07.1962, Stadion Śląski, Chorzów, 25.000                                        |     |                                                              | 82 kluby       |
| 1962/1963                    |             |                                                            | 2  | Zagłębie Sosnowiec                                             | 2:0              | Ruch Chorzów          | 01.05.1963, Stadion Śląski, Chorzów, 70.000                                        |     |                                                              | 86 klubów      |
| 1963/1964                    |             |                                                            | 3  | Legia Warszawa                                                 | 2:1 pd.          | Polonia Bytom         | 01.05.1964, Stadion Dziesięciolecia, Warszawa, 25.500                              |     |                                                              | 86 klubów      |
| 1964/1965                    |             |                                                            | 1  | Górnik Zabrze                                                  | 4:0              | Czarni Żagań          | 02.06.1965, Stadion Miejski, Zielona Góra, 20.000                                  |     |                                                              | 70 klubów      |
| 1965/1966                    |             |                                                            | 4  | Legia Warszawa                                                 | 2:1 pd.          | Górnik Zabrze         | 15.08.1966, Stadion im. 22 lipca, Poznań, 20.000                                   |     |                                                              | 69 klubów      |
| 1966/1967                    |             |                                                            | 2  | Wisła Kraków                                                   | 2:0 pd.          | Raków Częstochowa     | 09.07.1967, Stadion Błękitnych Kielce, Kielce, 6.000                               | 5   | Bernard Burczyk, Józef Pniok, Witold Sokołowski              | 50 klubów      |
| 1967/1968                    |             |                                                            | 2  | Górnik Zabrze                                                  | 3:0              | Ruch Chorzów          | 26.06.1968, Stadion Śląski, Chorzów, 6.000                                         |     |                                                              | 49 klubów      |
| 1968/1969                    |             |                                                            | 3  | Górnik Zabrze                                                  | 2:0              | Legia Warszawa        | 28.05.1969, Stadion ŁKS-u Łódź, Łódź, 40.000                                       |     |                                                              | 50 klubów      |
| 1969/1970                    |             |                                                            | 4  | Górnik Zabrze                                                  | 3:1              | Ruch Chorzów          | 05.08.1970, Stadion Śląski, Chorzów, 50.000                                        |     |                                                              | 50 klubów      |
| 1970/1971                    |             |                                                            | 5  | Górnik Zabrze                                                  | 3:1              | Zagłębie Sosnowiec    | 27.06.1971, Stadion Śląski, Chorzów, 3.000                                         |     |                                                              | 50 klubów      |
| 1971/1972                    |             |                                                            | 6  | Górnik Zabrze                                                  | 5:2              | Legia Warszawa        | 04.06.1972, Stadion ŁKS-u Łódź, Łódź, 31.000                                       |     |                                                              | 50 klubów      |
| 1972/1973                    |             |                                                            | 5  | Legia Warszawa                                                 | 0:0 pd. (k. 4:2) | Polonia Bytom         | 17.06.1973, Stadion im. 22 lipca, Poznań, 11.000                                   |     |                                                              | 46 klubów      |
| 1973/1974                    |             |                                                            | 2  | Ruch Chorzów                                                   | 2:0              | Gwardia Warszawa      | 11.08.1974, Stadion Wojska Polskiego, Warszawa, 8.000                              |     |                                                              | 48 klubów      |
| 1974/1975                    |             |                                                            | 1  | Stal Rzeszów                                                   | 0:0 pd. (k. 3:2) | ROW II Rybnik         | 01.05.1975, Stadion Cracovii Kraków, Kraków, 15.000                                |     |                                                              | 48 klubów      |
| 1975/1976                    |             |                                                            | 1  | Śląsk Wrocław                                                  | 2:0              | Stal Mielec           | 01.05.1976, Stadion Wojska Polskiego, Warszawa, 15.000                             |     |                                                              | 48 klubów      |
| 1976/1977                    |             |                                                            | 3  | Zagłębie Sosnowiec                                             | 1:0              | Polonia Bytom         | 21.07.1977, Stadion Śląski, Chorzów, 30.000                                        |     |                                                              | 48 klubów      |
| 1977/1978                    |             |                                                            | 4  | Zagłębie Sosnowiec                                             | 2:0              | Piast Gliwice         | 06.05.1978, Stadion Śląski, Chorzów, 5.000                                         |     |                                                              | 112 klubów     |
| 1978/1979                    |             |                                                            | 1  | Arka Gdynia                                                    | 2:1              | Wisła Kraków          | 09.05.1979, Stadion Miejski, Lublin, 15.000                                        |     |                                                              | 112 klubów     |
| 1979/1980                    |             |                                                            | 6  | Legia Warszawa                                                 | 5:0              | Lech Poznań           | 09.05.1980, Stadion Miejski, Częstochowa, 26.000                                   |     |                                                              | 112 klubów     |
| 1980/1981                    |             |                                                            | 7  | Legia Warszawa                                                 | 1:0 pd.          | Pogoń Szczecin        | 24.06.1981, Stadion Miejski, Kalisz, 12.500                                        |     |                                                              | 112 klubów     |
| 1981/1982                    |             |                                                            | 1  | Lech Poznań                                                    | 1:0              | Pogoń Szczecin        | 19.05.1982, Stadion Oporowska, Wrocław, 15.000                                     |     |                                                              | 174 klubów     |
| 1982/1983                    |             |                                                            | 1  | Lechia Gdańsk                                                  | 2:1              | Piast Gliwice         | 22.06.1983, Stadion XXXV-lecia PRL, Piotrków Trybunalski, 16.000                   |     |                                                              | 112 klubów     |
| 1983/1984                    |             |                                                            | 2  | Lech Poznań                                                    | 3:0              | Wisła Kraków          | 19.06.1984, Stadion Wojska Polskiego, Warszawa, 16.000                             |     |                                                              | 112 klubów     |
| 1984/1985                    |             |                                                            | 1  | Widzew Łódź                                                    | 0:0 pd. (k. 3:1) | GKS Katowice          | 26.06.1985, Stadion Wojska Polskiego, Warszawa, 12.000                             |     |                                                              | 112 klubów     |
| 1985/1986                    |             |                                                            | 1  | GKS Katowice                                                   | 4:1              | Górnik Zabrze         | 01.05.1986, Stadion Śląski, Chorzów, 55.000                                        |     |                                                              | 112 klubów     |
| 1986/1987                    |             |                                                            | 2  | Śląsk Wrocław                                                  | 0:0 pd. (k. 4:3) | GKS Katowice          | 24.06.1987, Stadion Miejski, Opole, 12.000                                         |     |                                                              | 112 klubów     |
| 1987/1988                    |             |                                                            | 3  | Lech Poznań                                                    | 1:1 pd. (k. 3:2) | Legia Warszawa        | 23.06.1988, Stadion Widzewa Łódź, Łódź, 10.000                                     |     |                                                              | 112 klubów     |
| 1988/1989                    |             |                                                            | 8  | Legia Warszawa                                                 | 5:2              | Jagiellonia Białystok | 24.06.1989, Stadion Miejski, Olsztyn, 20.000                                       |     |                                                              | 112 klubów     |
| 1989/1990                    |             |                                                            | 9  | Legia Warszawa                                                 | 2:0              | GKS Katowice          | 17.06.1990, Stadion Widzewa Łódź, Łódź, 7.000                                      |     |                                                              | 112 klubów     |
| 1990/1991                    |             |                                                            | 2  | GKS Katowice                                                   | 1:0              | Legia Warszawa        | 23.06.1991, Stadion Miejski, Piotrków Trybunalski, 7.000                           |     |                                                              | 85 klubów      |
| 1991/1992                    |             |                                                            | 1  | Miedź Legnica                                                  | 1:1 pd. (k. 4:3) | Górnik Zabrze         | 24.06.1992, Stadion Wojska Polskiego, Warszawa, 5.000                              |     |                                                              | 85 klubów      |
| 1992/1993                    |             |                                                            | 3  | GKS Katowice                                                   | 1:1 pd. (k. 5:4) | Ruch II Chorzów       | 23.06.1993, Stadion Śląski, Chorzów, 10.000                                        |     |                                                              | 103 kluby      |
| 1993/1994                    |             |                                                            | 10 | Legia Warszawa                                                 | 2:0              | ŁKS Łódź              | 18.06.1994, Stadion Wojska Polskiego, Warszawa, 20.000                             |     |                                                              | 103 kluby      |
| 1994/1995                    |             |                                                            | 11 | Legia Warszawa                                                 | 2:0              | GKS Katowice          | 18.06.1995, Stadion Wojska Polskiego, Warszawa, 17.000                             |     |                                                              | 103 kluby      |
| 1995/1996                    |             |                                                            | 3  | Ruch Chorzów                                                   | 1:0              | GKS Bełchatów         | 16.06.1996, Stadion Polonii Warszawa, Warszawa, 10.000                             |     |                                                              | 103 kluby      |
| 1996/1997                    |             |                                                            | 12 | Legia Warszawa                                                 | 2:0              | GKS Katowice          | 29.06.1997, Stadion ŁKS-u Łódź, Łódź, 6.000                                        |     |                                                              | 103 kluby      |
| 1997/1998                    |             |                                                            | 1  | Amica Wronki                                                   | 5:3 pd.          | Aluminium Konin       | 13.06.1998, Stadion Miejski, Poznań, 10.000                                        |     |                                                              | 103 kluby      |
| 1998/1999                    |             |                                                            | 2  | Amica Wronki                                                   | 1:0              | GKS Bełchatów         | 13.06.1999, Stadion Miejski, Poznań, 3.000                                         | 8   | Sławomir Król                                                | 103 klubów     |
| 1999/2000                    |             |                                                            | 3  | Amica Wronki                                                   | 2:2              | Wisła Kraków          | 06.06.2000, Stadion Miejski, Kraków, 8.500                                         | 6   | Grzegorz Król, Arkadiusz Roman, Piotr Uss                    | 94 kluby       |
| 1999/2000                    | 3:0         | 09.06.2000, Stadion Główny, Wronki, 5.500                  | 3  | Amica Wronki                                                   |                  | Wisła Kraków          |                                                                                    | 6   | Grzegorz Król, Arkadiusz Roman, Piotr Uss                    | 94 kluby       |
| 2000/2001                    |             |                                                            | 2  | Polonia Warszawa                                               | 2:1              | Górnik Zabrze         | 16.05.2001, Stadion im. Ernesta Pohla, Zabrze, 2.216                               | 6   | Daniel Barzyński, Adam Kompała                               | 89 klubów      |
| 2000/2001                    | 2:2         | 27.05.2001, Stadion Polonii Warszawa, Warszawa, 3.500      | 2  | Polonia Warszawa                                               |                  | Górnik Zabrze         |                                                                                    | 6   | Daniel Barzyński, Adam Kompała                               | 89 klubów      |
| 2001/2002                    |             |                                                            | 3  | Wisła Kraków                                                   | 4:2              | Amica Wronki          | 07.05.2002, Stadion Główny, Wronki, 2.500                                          | 7   | Tomasz Frankowski                                            | 52 kluby       |
| 2001/2002                    | 4:0         | 10.05.2002, Stadion Miejski, Kraków, 7.000                 | 3  | Wisła Kraków                                                   |                  | Amica Wronki          |                                                                                    | 7   | Tomasz Frankowski                                            | 52 kluby       |
| 2002/2003                    |             |                                                            | 4  | Wisła Kraków                                                   | 0:1              | Wisła Płock           | 07.05.2003, Stadion Miejski, Kraków, 4.000                                         | 6   | Maciej Żurawski                                              | 52 kluby       |
| 2002/2003                    | 3:0         | 14.05.2003, Stadion Miejski, Płock, 10.000                 | 4  | Wisła Kraków                                                   |                  | Wisła Płock           |                                                                                    | 6   | Maciej Żurawski                                              | 52 kluby       |
| 2003/2004                    |             |                                                            | 4  | Lech Poznań                                                    | 2:0              | Legia Warszawa        | 18.05.2004, Stadion Miejski, Poznań, 26.000                                        | 8   | Piotr Reiss                                                  | 50 klubów      |
| 2003/2004                    | 0:1         | 01.06.2004, Stadion Wojska Polskiego, Warszawa, 16.000     | 4  | Lech Poznań                                                    |                  | Legia Warszawa        |                                                                                    | 8   | Piotr Reiss                                                  | 50 klubów      |
| 2004/2005                    |             |                                                            | 1  | Dyskobolia Grodzisk Wielkopolski (zwycięzcę pozbawiono tytułu) | 2:0              | Zagłębie Lubin        | 18.06.2005, Stadion Dyskobolii Grodzisk Wielkopolski, Grodzisk Wielkopolski, 4.000 | 9   | Arkadiusz Aleksander                                         | 62 kluby       |
| 2004/2005                    | 0:1         | 21.06.2005, Stadion Zagłębia Lubin, Lubin, 8.000           | 1  | Dyskobolia Grodzisk Wielkopolski (zwycięzcę pozbawiono tytułu) |                  | Zagłębie Lubin        |                                                                                    | 9   | Arkadiusz Aleksander                                         | 62 kluby       |
| 2005/2006                    |             |                                                            | 1  | Wisła Płock                                                    | 3:2              | Zagłębie Lubin        | 26.04.2006, Stadion Zagłębia Lubin, Lubin, 8.000                                   | 7   | Piotr Włodarczyk                                             | 63 kluby       |
| 2005/2006                    | 3:1         | 03.05.2006, Stadion im. Kazimierza Górskiego, Płock, 8.520 | 1  | Wisła Płock                                                    |                  | Zagłębie Lubin        |                                                                                    | 7   | Piotr Włodarczyk                                             | 63 kluby       |
| 2006/2007                    |             |                                                            | 1  | Dyskobolia Grodzisk Wielkopolski                               | 2:0              | Korona Kielce         | 01.05.2007, Stadion GKS Bełchatów, Bełchatów, 5.500                                | 4   | Piotr Bagnicki, Janusz Dziedzic, Sławomir Matras             | 65 klubów      |
| 2007/2008                    |             |                                                            | 13 | Legia Warszawa                                                 | 0:0 pd. (k. 4:3) | Wisła Kraków          | 13.05.2008, Stadion GKS Bełchatów, Bełchatów, 5.000                                | 6   | Paweł Buzała                                                 | 65 klubów      |
| 2008/2009                    |             |                                                            | 5  | Lech Poznań                                                    | 1:0              | Ruch Chorzów          | 19.05.2009, Stadion Śląski, Chorzów, 25.000                                        | 4   | Ilijan Micanski, Fabian Pańko                                | 65 klubów      |
| 2009/2010                    |             |                                                            | 1  | Jagiellonia Białystok                                          | 1:0              | Pogoń Szczecin        | 22.05.2010, Stadion im. Zdzisława Krzyszkowiaka, Bydgoszcz, 12.000                 | 4   | Piotr Dziuba, Tomasz Frankowski, Tomasz Kempiński            | 85 klubów      |
| 2010/2011                    |             |                                                            | 14 | Legia Warszawa                                                 | 1:1 pd. (k. 5:4) | Lech Poznań           | 03.05.2011, Stadion im. Zdzisława Krzyszkowiaka, Bydgoszcz, 16.500                 | 4   | Gražvydas Mikulėnas, Artjoms Rudņevs, Bartosz Ślusarski      | 83 kluby       |
| 2011/2012                    |             |                                                            | 15 | Legia Warszawa                                                 | 3:0              | Ruch Chorzów          | 24.04.2012, Stadion Miejski, Kielce, 10.000                                        | 4   | Cwetan Genkow, Michał Żyro                                   | 79 klubów      |
| 2012/2013                    |             |                                                            | 16 | Legia Warszawa                                                 | 2:0              | Śląsk Wrocław         | 02.05.2013, Stadion Miejski, Wrocław, 35.712                                       | 6   | Marek Saganowski                                             | 81 klub        |
| 2012/2013                    | 0:1         | 08.05.2013, Pepsi Arena, Warszawa, 29.416                  | 16 | Legia Warszawa                                                 |                  | Śląsk Wrocław         |                                                                                    | 6   | Marek Saganowski                                             | 81 klub        |
| 2013/2014                    |             |                                                            | 1  | Zawisza Bydgoszcz                                              | 0:0 pd. (k. 6:5) | Zagłębie Lubin        | 02.05.2014, Stadion Narodowy, Warszawa, 37.120                                     | 5   | Arkadiusz Piech                                              | 86 klubów      |
| 2014/2015                    |             |                                                            | 17 | Legia Warszawa                                                 | 2:1              | Lech Poznań           | 02.05.2015, Stadion Narodowy, Warszawa, 45.322                                     | 4   | Mateusz Argasiński, Maciej Górski, Zaur Sadajew, Emil Wrażeń | 86 klubów      |
| 2015/2016                    |             |                                                            | 18 | Legia Warszawa                                                 | 1:0              | Lech Poznań           | 02.05.2016, Stadion Narodowy, Warszawa, 48.563                                     | 6   | Nemanja Nikolić                                              | 68 klubów      |
| 2016/2017                    |             |                                                            | 2  | Arka Gdynia                                                    | 2:1 pd.          | Lech Poznań           | 02.05.2017, Stadion Narodowy, Warszawa, 43.760                                     | 4   | Rafał Jankowski, Kamil Zapolnik                              | 64 kluby       |
| 2017/2018                    |             |                                                            | 19 | Legia Warszawa                                                 | 2:1              | Arka Gdynia           | 02.05.2018, Stadion Narodowy, Warszawa, 47.037                                     | 4   | Igor Angulo Armando Sadiku Janusz Surdykowski                | 67 klubów      |
| 2018/2019                    |             |                                                            | 2  | Lechia Gdańsk                                                  | 1:0              | Jagiellonia Białystok | 02.05.2019, Stadion Narodowy, Warszawa, 44.158                                     | 5   | Konrad Kaczmarek                                             | 68 klubów      |
| 2019/2020                    |             |                                                            | 1  | Cracovia                                                       | 3:2 pd.          | Lechia Gdańsk         | 24.07.2020, Arena Lublin, Lublin, 3.478                                            | 5   | Flávio Paixão                                                | 67 klubów      |
| 2020/2021                    |             |                                                            | 1  | Raków Częstochowa                                              | 2:1              | Arka Gdynia           | 02.05.2021, Arena Lublin, Lublin, 0                                                | 5   | Vladislavs Gutkovskis                                        | 68 klubów      |
| 2021/2022                    |             |                                                            | 2  | Raków Częstochowa                                              | 3:1              | Lech Poznań           | 02.05.2022, Stadion Narodowy, Warszawa, 35.694                                     | 4   | Jakub Bojas Maciej Firlej Mateusz Wdowiak                    | 69 klubów      |
| 2022/2023                    |             |                                                            | 20 | Legia Warszawa                                                 | 0:0 pd. (k. 6:5) | Raków Częstochowa     | 02.05.2023, Stadion Narodowy, Warszawa, 44.701                                     | 5   | Néstor Gordillo                                              | 69 klubów      |
| 2023/2024                    |             |                                                            | 5  | Wisła Kraków                                                   | 2:1 pd.          | Pogoń Szczecin        | 02.05.2024, Stadion Narodowy, Warszawa, 47.506                                     | 4   | Martin Remacle Ángel Rodado                                  | 70 klubów      |
| 2024/2025                    |             |                                                            | 21 | Legia Warszawa                                                 | 4:3              | Pogoń Szczecin        | 02.05.2025, Stadion Narodowy, Warszawa, 51.233                                     | 4   | Szymon Krocz Ryōya Morishita                                 | 70 klubów      |

Uwagi:
- wytłuszczono nazwy zespołów, które w tym samym roku wywalczyły mistrzostwo i Puchar kraju,
- kursywą oznaczone zespoły, które w meczu finałowym nie występowały w najwyższej klasie rozgrywkowej.

## Statystyki

### Klasyfikacja według klubów
W dotychczasowej historii oficjalnych rozgrywek o Puchar Polski na podium oficjalnie stawały w sumie 34 drużyny. Liderem klasyfikacji jest Legia Warszawa, która zdobyła 21 Pucharów.
Stan na 02.05.2025.
| Lp. | Nazwa klubu                      | Zdobywca | Finalista | Lata triumfów |
| --- | -------------------------------- | -------- | --------- | --- |
| 1.  | Legia Warszawa                   | 21       | 6         | 1955, 1956, 1964, 1966, 1973, 1980, 1981, 1989, 1990, 1994, 1995, 1997, 2008, 2011, 2012, 2013, 2015, 2016, 2018, 2023, 2025 |
| 2.  | Górnik Zabrze                    | 6        | 7         | 1965, 1968, 1969, 1970, 1971, 1972                                                                                           |
| 3.  | Lech Poznań                      | 5        | 6         | 1982, 1984, 1988, 2004, 2009                                                                                                 |
| 3.  | Wisła Kraków                     | 5        | 6         | 1926, 1967, 2002, 2003, 2024                                                                                                 |
| 5.  | Zagłębie Sosnowiec               | 4        | 1         | 1962, 1963, 1977, 1978 |
| 6.  | Ruch Chorzów                     | 3        | 6         | 1951, 1974, 1996 |
| 7.  | GKS Katowice                     | 3        | 5         | 1986, 1991, 1993 |
| 8.  | Amica Wronki                     | 3        | 1         | 1998, 1999, 2000 |
| 9.  | Arka Gdynia                      | 2        | 2         | 1979, 2017 |
| 9.  | Lechia Gdańsk                    | 2        | 2         | 1983, 2019 |
| 9.  | Raków Częstochowa                | 2        | 2         | 2021, 2022 |
| 12. | Śląsk Wrocław                    | 2        | 1         | 1976, 1987 |
| 13. | Polonia Warszawa                 | 2        | 0         | 1952, 2001 |
| 14. | Jagiellonia Białystok            | 1        | 2         | 2010 |
| 15. | Dyskobolia Grodzisk Wielkopolski | 1        | 1         | 2007 |
| 15. | Gwardia Warszawa                 | 1        | 1         | 1954 |
| 15. | ŁKS Łódź                         | 1        | 1         | 1957 |
| 15. | Wisła Płock                      | 1        | 1         | 2006 |
| 19. | Cracovia                         | 1        | 0         | 2020 |
| 19. | Miedź Legnica                    | 1        | 0         | 1992 |
| 19. | Stal Rzeszów                     | 1        | 0         | 1975 |
| 19. | Widzew Łódź                      | 1        | 0         | 1985 |
| 19. | Zawisza Bydgoszcz                | 1        | 0         | 2014 |
| 24. | Pogoń Szczecin                   | 0        | 5         | |
| 25. | Polonia Bytom                    | 0        | 3         | |
| 25. | Zagłębie Lubin                   | 0        | 3         | |
| 27. | GKS Bełchatów                    | 0        | 2         | |
| 27. | Piast Gliwice                    | 0        | 2         | |
| 29. | Aluminium Konin                  | 0        | 1         | |
| 29. | Czarni Żagań                     | 0        | 1         | |
| 29. | Korona Kielce                    | 0        | 1         | |
| 29. | ROW Rybnik                       | 0        | 1         | |
| 29. | Sparta Lwów                      | 0        | 1         | |
| 29. | Stal Mielec                      | 0        | 1         | |

### Klasyfikacja według miast
Siedziby klubów: Stan na 02.05.2025.
| Miasto                | Liczba tytułów | Drużyny                                                         |
| --------------------- | -------------- | --------------------------------------------------------------- |
| Warszawa              | 24             | Legia Warszawa (21), Polonia Warszawa (2), Gwardia Warszawa (1) |
| Kraków                | 6              | Wisła Kraków (5), Cracovia (1)                                  |
| Zabrze                | 6              | Górnik Zabrze (6)                                               |
| Poznań                | 5              | Lech Poznań (5)                                                 |
| Sosnowiec             | 4              | Zagłębie Sosnowiec (4)                                          |
| Chorzów               | 3              | Ruch Chorzów (3)                                                |
| Katowice              | 3              | GKS Katowice (3)                                                |
| Wronki                | 3              | Amica Wronki (3)                                                |
| Częstochowa           | 2              | Raków Częstochowa (2)                                           |
| Gdańsk                | 2              | Lechia Gdańsk (2)                                               |
| Gdynia                | 2              | Arka Gdynia (2)                                                 |
| Łódź                  | 2              | ŁKS Łódź (1), Widzew Łódź (1)                                   |
| Wrocław               | 2              | Śląsk Wrocław (2)                                               |
| Białystok             | 1              | Jagiellonia Białystok (1)                                       |
| Bydgoszcz             | 1              | Zawisza Bydgoszcz (1)                                           |
| Grodzisk Wielkopolski | 1              | Dyskobolia Grodzisk Wielkopolski (1)                            |
| Legnica               | 1              | Miedź Legnica (1)                                               |
| Płock                 | 1              | Wisła Płock (1)                                                 |
| Rzeszów               | 1              | Stal Rzeszów (1)                                                |

### Rekordy
Najwięcej zwycięstw (21): Legia Warszawa
Najwięcej razy w finale (26): Legia Warszawa
Najwięcej goli w finale (8): Amica Wronki - Aluminium Konin 5-3 pd. (3-3) (1997/1998)
Najwyższe zwycięstwo (14-0): Górnik II Zabrze - Warta Sieradz (1995/1996) - I runda
Największa frekwencja na meczu (70 000): Zagłębie Sosnowiec - Ruch Chorzów (1962/1963)  na Stadionie Śląskim w Chorzowie

### Uczestnicy
Do sezonu 2025/2026 zorganizowano 72 edycje Pucharu Polski. Najczęstszymi uczestnikami rozgrywek na poziomie centralnym do sezonu 2025/2026 włącznie są:

- 72 – Wisła Kraków
- 71 – Legia Warszawa
- 70 – Ruch Chorzów, Górnik Zabrze
- 68 – Lech Poznań
- 67 – ŁKS Łódź
- 66 – Pogoń Szczecin
- 65 – Śląsk Wrocław
- 62 – Lechia Gdańsk, Zagłębie Sosnowiec
- 60 – Polonia Bytom
- 58 – GKS Katowice
- 56 – Arka Gdynia, Odra Opole
- 54 – Cracovia
- 52 – Zawisza Bydgoszcz
- 51 – Stal Mielec, Widzew Łódź
- 43 – Polonia Warszawa, Raków Częstochowa, Szombierki Bytom
- 42 – Motor Lublin
- 41 – Górnik Wałbrzych[j]

## Puchar Polski a europejskie puchary
Od lat 60. XX w. zdobywca Pucharu Polski posiada możliwość reprezentowania rodzimej piłki w europejskich pucharach (do sezonu 1998/1999 w Pucharze Zdobywców Pucharów; od 1999/2000 do 2019/2020 i ponownie od 2023/2024 w eliminacjach Pucharu UEFA, którego kontynuatorem od edycji 2009/2010 jest Liga Europy; a od 2020/2021 do 2022/2023 w eliminacjach Ligi Konferencji Europy UEFA). Jeśli zwycięzca PP zakwalifikował się do europejskich rozgrywek (Ligi Mistrzów bądź Ligi Konferencji Europy) również przez miejsce zajęte w rozgrywkach ligowych, to wolne miejsce zajmuje kolejna drużyna z ligowej tabeli tzn. 4. drużyna Ekstraklasy.

## Puchar Polski w telewizji
Mecze piłkarskiego Pucharu Polski relacjonowano do tej pory na antenach kilkunastu rodzimych stacji telewizyjnych. Prawa do jego pokazywania posiadały już bowiem:
- Telewizja Polska (prezentująca go na antenach: TVP1, TVP2, TVP3, TV Polonia i TVP Sport);
- Canal+ Polska (prezentująca go na antenie Canal+);
- Wizja TV (prezentująca go na antenie Wizji Sport);
- Telewizja Polsat (prezentująca go na antenach: Polsat, Polsat 2 International, TV4, Polsat Sport i Polsat Sport Extra);
- Grupa ITI (prezentująca go na antenach: nSport HD oraz TVN i TVN Turbo);
- Telekomunikacja Polska (prezentująca go na antenie: Orange Sport).

Do 1999 rozgrywki Pucharu Polski prezentowane były niemal wyłącznie na antenie telewizji publicznej, która przeprowadzała nieregularne transmisje z niektórych meczów poszczególnych jego edycji (najczęściej spotkań finałowych). Swoisty przełom nastąpił w momencie utworzenia Wizji TV, która na antenie Wizji Sport – począwszy od sezonu 1999/2000 – zaczęła kompleksowe pokazywanie zmagań o krajowy puchar. Stan ów trwał do edycji 2001/2002, w trakcie której doszło do likwidacji tej platformy cyfrowej i przejęcia jej przez Cyfrę+. Z uwagi na ówczesną rangę PP i poziom zainteresowania widzów relacjami, nowy operator nie był zainteresowany pokazywaniem tych rozgrywek, więc ponownie niektóre spotkania można było zobaczyć na antenach TVP. Spore zainteresowanie finałowym dwumeczem sezonu 2003/2004 (transmitowanym w TVP2) spowodowało, że w 2004 wolę przejęcia praw medialnych wyraził Polsat. Dlatego edycje 2004/2005 i 2005/2006 były prezentowane w kanałach należących do tej stacji. W 2006 Polsat zrezygnował z praw do PP, jednak od sezonu 2006/2007 przejęła je Grupa ITI, która przeprowadzała transmisje z każdej rundy na antenie nSport HD. W sezonie 2009/2010 rozgrywki PP ponownie transmitowała TVP, zaś od sezonu 2010/2011 prawa telewizyjne współposiadał również TVN Turbo. W sezonach 2012/2013 i 2013/2014 mecze PP były pokazywane na antenach TVN Turbo oraz Orange Sport. W czerwcu 2014 – za 4,5 mln złotych – prawa do pokazywania PP w sezonach 2014/2015 i 2015/2016 zakupiła – na wyłączność – Grupa Polsat. Transmitowała je na antenach Polsatu Sport, Polsatu Sport Extra i Polsat Sport News, a mecz finałowy w „otwartym” Polsacie.
Finał PP w 2016 r. na żywo transmitowały m.in. holenderski Fox Sport i serbska Arena Sport.